# أرغن يدوي

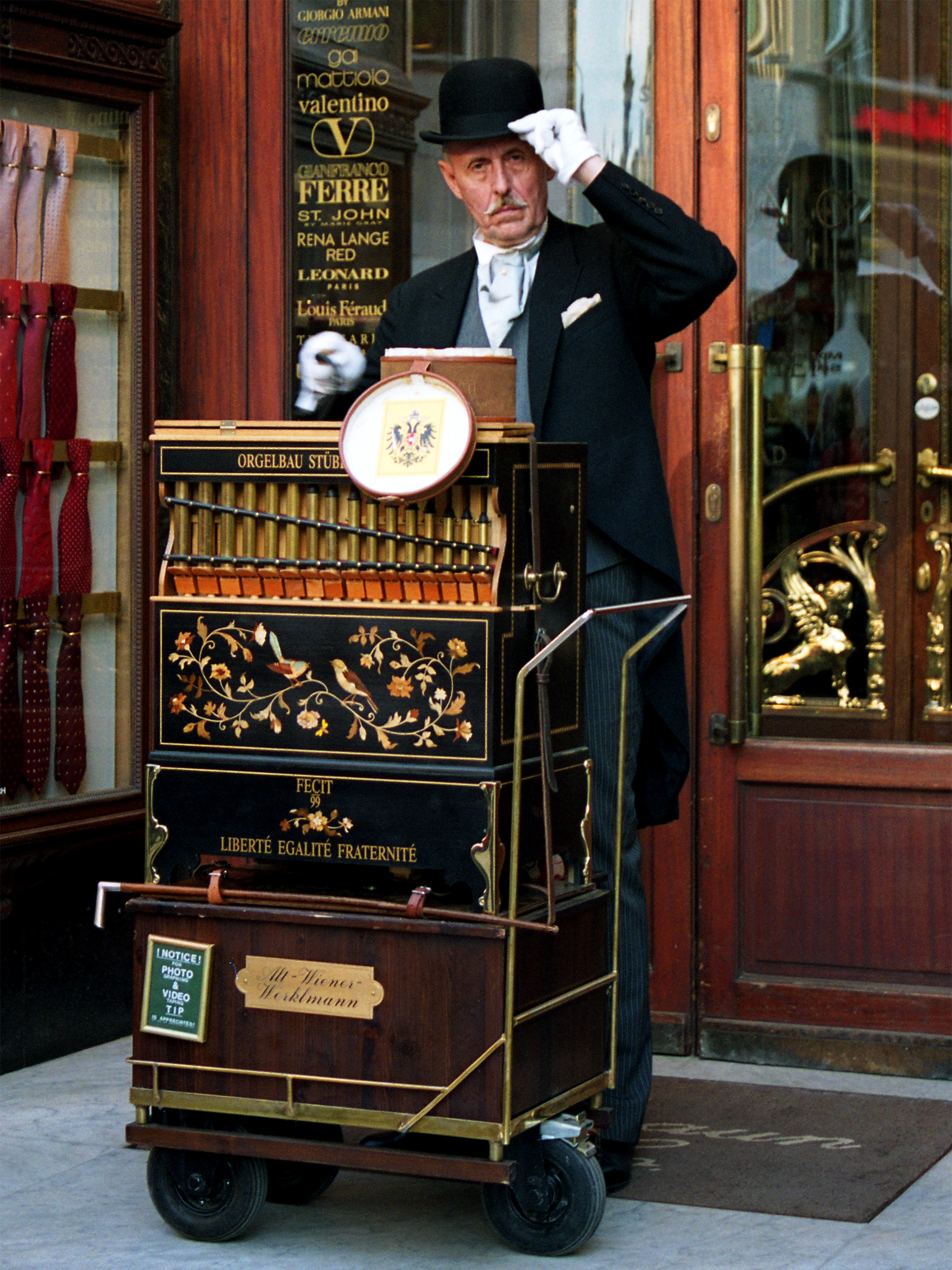
عازف أورغان يَدوي في فيينا - النمسا.

الأورغن اليدوي هو اسم يطلق على عدة أنواع من الأدوات التي تعزف الموسيقى عندما يتم تحريكها من طرف يد العازف، أشهر الأنواع المعروفة هي أرغن البيانو الذي كان يعزف عليه موسيقيو الشوارع في السابق. وهو عبارة عن صندوق يحتوي على أنابيب مصنوعة من المعدن، وأسطوانة تسمى البرميل حيث يتم ترتيب الأسافين. وعند انقلاب البرميل تفتح الأسافين عدة أنابيب، ويؤدي ذلك إلى ضغط الهواء لفتح الأنابيب لإصدار الموسيقى.

## الأسطوانة

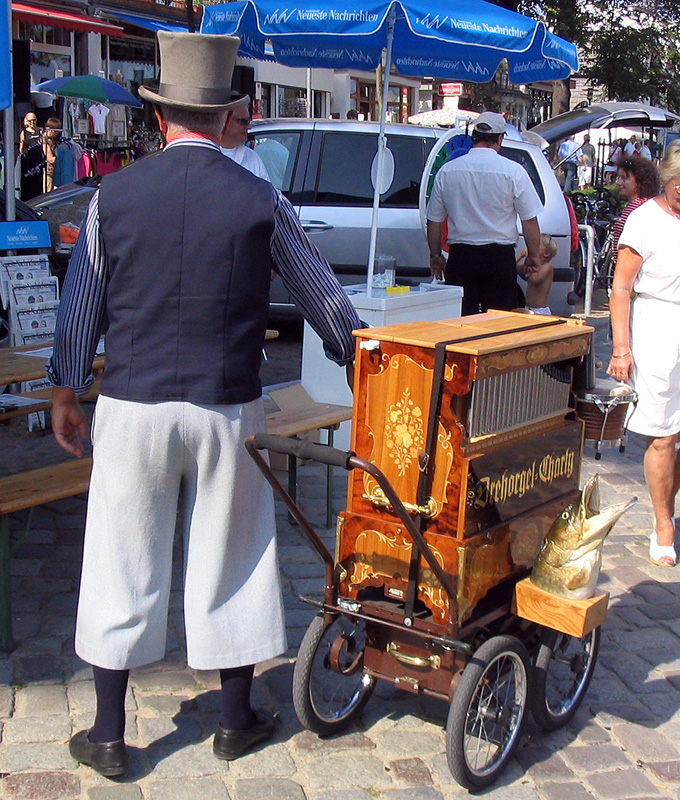
عازف أورغان يَدوي في ألمانيا.

ترمز المقطوعات الموسيقية (أو الألحان) إلى الأسطوانة باستخدام مسامير أو رزات حديدية. تستخدم المسامير للمقطوعات القصيرة، أما الرزات فهي لتغيير أطوال المقطوعات. تحمل كل أسطوانة عادة عدة ألحان مُختلفة. وقد كان حفر مثل هذه الأسطوانات نوعاً من الفن، وجودة الموسيقى التي يَعزفها أورغان يَدوي تدل إلى حد كبير على جودة حفرها. وقد كان هذا الترميز المُعقد للموسيقى نوعاً من البرمجة المُبكرة.
يَجب أن تكون أسطوانات الأورغانات شديدة الصلابة لضمان بقاء تخطيطها الدقيق وعدم تعرضه لشوائب على مرّ السنين، وبما أنها تلعب نفس الدور المُوسيقيّ الذي تلعبه اللفافات الموسيقية وعليها أن تتعامل مع جُهد ميكانيكي أعلى لتشغيل عدد أكبر من العتلات والقضبان. يُسبب تضرر الأسطوانة تأثيراً مُباشراً (وعادة ما يَكون ضاراً) على المُوسيقى التي تعزفها وتصدرها.
يَعتمد حجم الأسطوانة على عدد المقطوعات في الأورغان وعلى طول اللحن الذي تعزفه. فكلما كانت المقطوعات أكثر عدداً كلما كانت الأسطوانة أطول، وكلما كان اللحن أطول كان قطر الأسطوانة أكبر.
بما أن الموسيقى تُرمز بصعوبة للأسطوانة، الطريقة الوَحيدة التي يُمكن للأورغان اليَدوي أن يَعزف بها مَجموعات مُختلفة من الألحان هي باستبدال أسطوانته بواحدة أخرى. ومع أن هذه العملية ليست صعبة، إلا أن الأسطوانات مُرتفعة الثمن واستخدامها ليس سهلاً عموماً ولا يَملك العديد من عازفي الأورغان أكثر من أسطوانة واحدة.

## الاستخدام

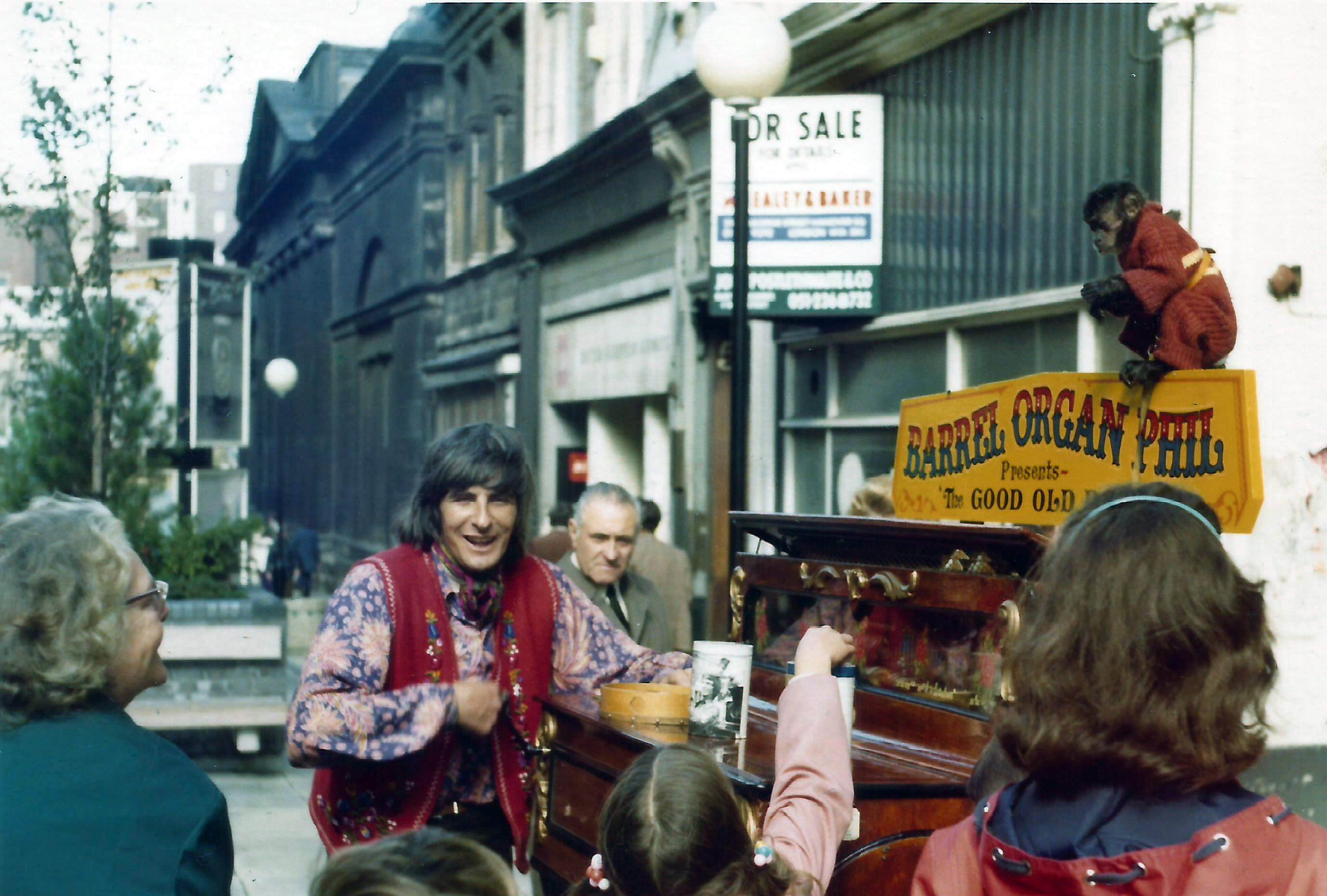
عازف أورغان مع قرد سرك في ليفربول - إنكلترا.

كان الأورغان اليَدوي هو الآلة التقليدية لعازفي الأورغان. فباستثناءات قليلة، استخدم عازفوا الأورغان واحداً من الطرازات الصغيرة والأسهل للحمل والنقل من الأورغان اليَدوي، وربما تحوي صفاً واحداً فقط (أو بضعة صفوف على الأكثر) من الأنابيب وما يَتراوح من 7 إلى 9 ألحان فقط. وقد كان استخدام هذه الأورغانات مَحدوداً بوزن مُعين، فبلغت أوزان مُعظمها ما يَتراوح من 12 إلى 25 كيلوغراماً تقريباً، لكن بعضها كانت ثقيلة لدرجة أن أوزانها بلغت 50 كيلوغراماً.
كانت توجد أيضاً العديد من الطرازات الأخرى الأكبر حجماً من ذلك في الكنائس والقصور الموسيقية والأبنية الضخمة الأخرى مثل الساحات الرياضية والمسارح. كثيراً ما كانت الأورغانات اليَدوية الكبيرة تشغل باستخدام أثقال وزنبركات، مثل الطراز القويّ من الساعة الطويلة. ويُمكن أيضاً أن تشغل هايدروليكياً باستخدام طوربين أو دوار مائي مُعطياً قوة ميكانيكية بذلك لتحريك الأسطوانة وضخ البخار. أما الأورغانات اليَدوية الأخيرة فقد كانت تتشغل كهربائياً أو تحول إلى الطاقة الكهربائية. وأخيراً، غُيرت وَظيفة العديد من الأورغانات اليَدوية الكبيرة وعدلت لعزف أنواع مُختلفة من الموسيقى، وذلك قبل أن تختفي تماماً في النهاية.

## صور

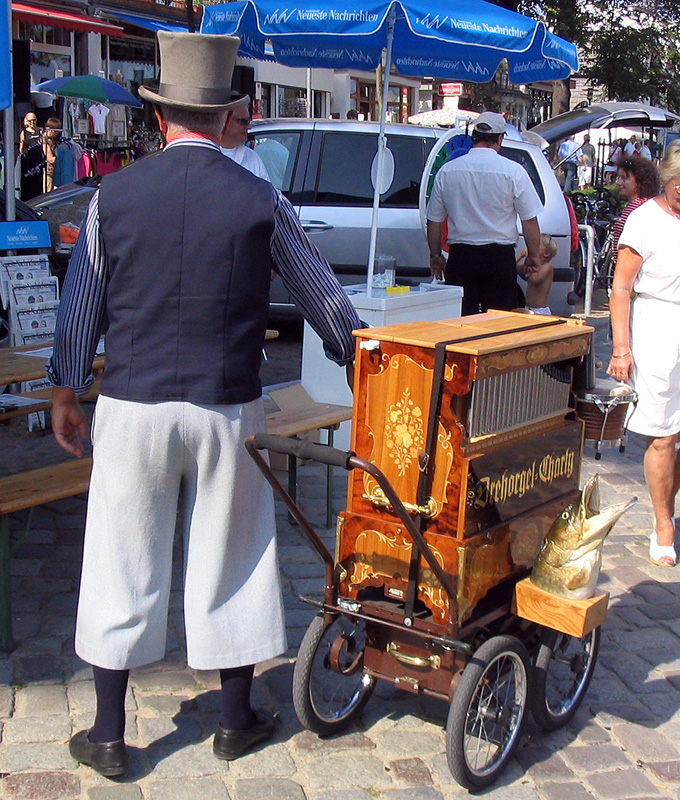
الأرغن اليدوي
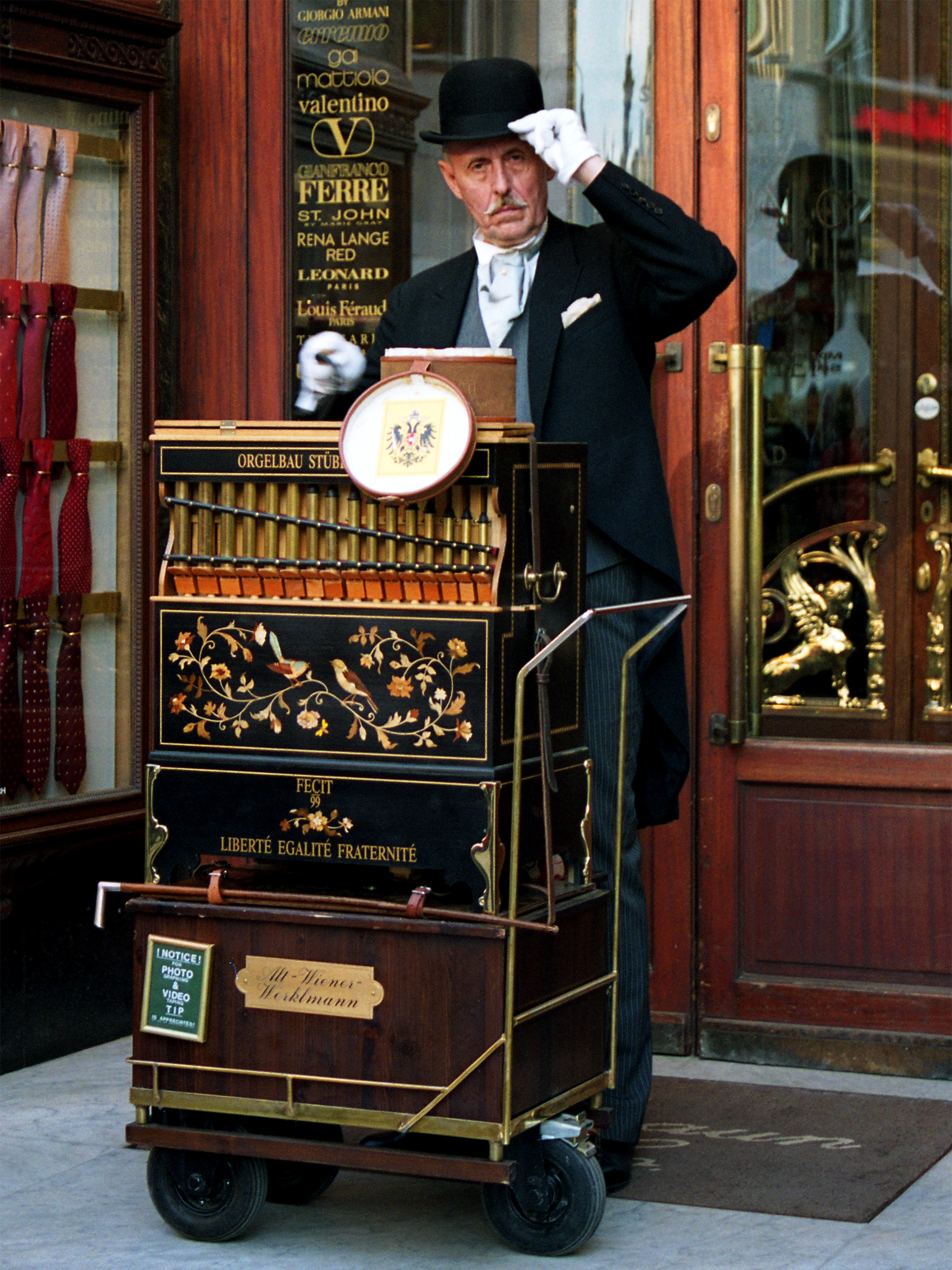
عازف أرغن يدوي في فيينا (النمسا)
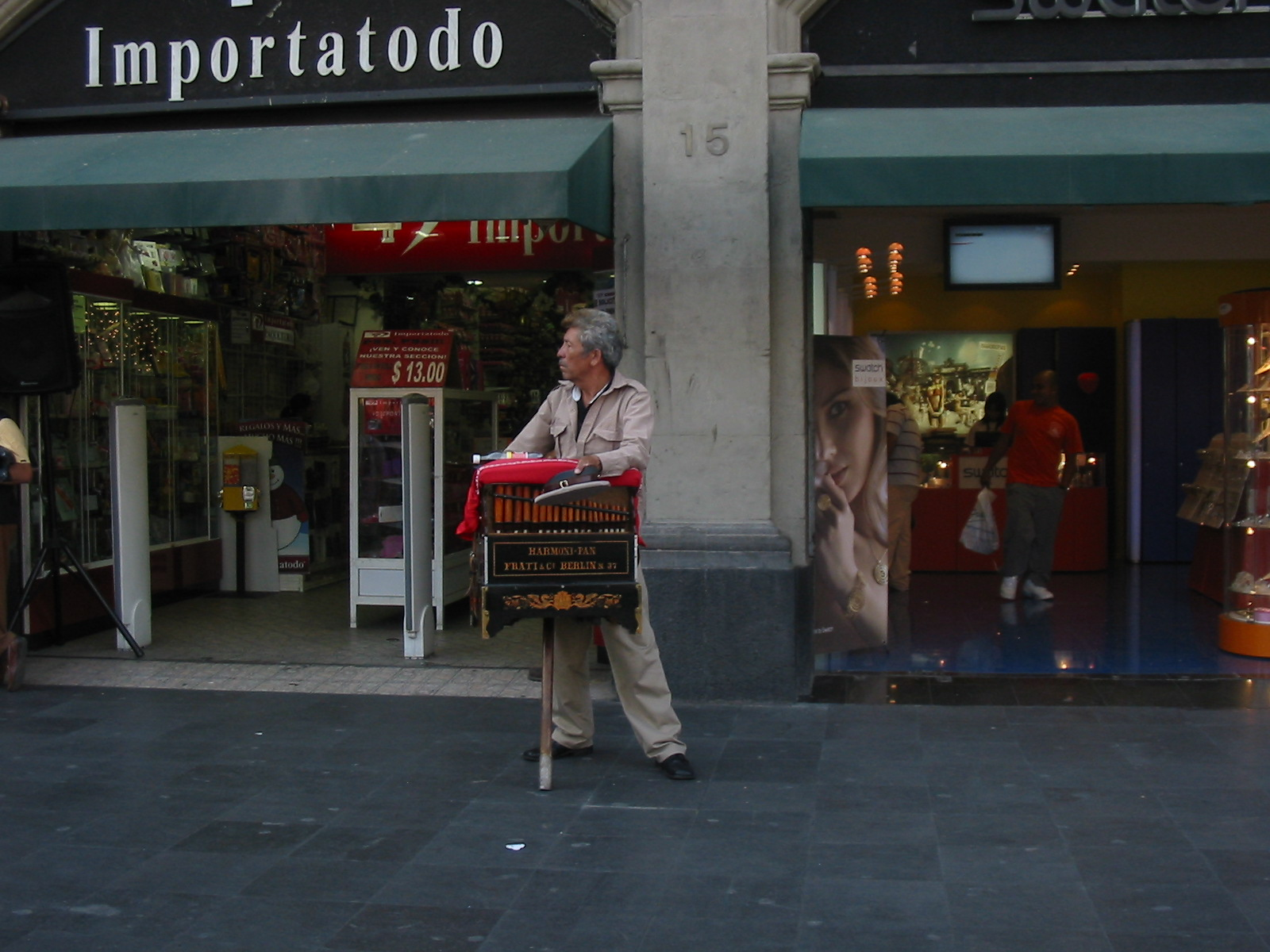
عازف أرغن يدوي في مكسيكو (المكسيك)
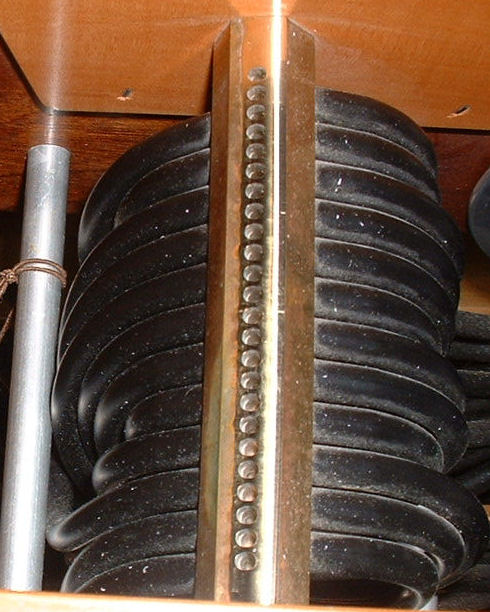
البرميل
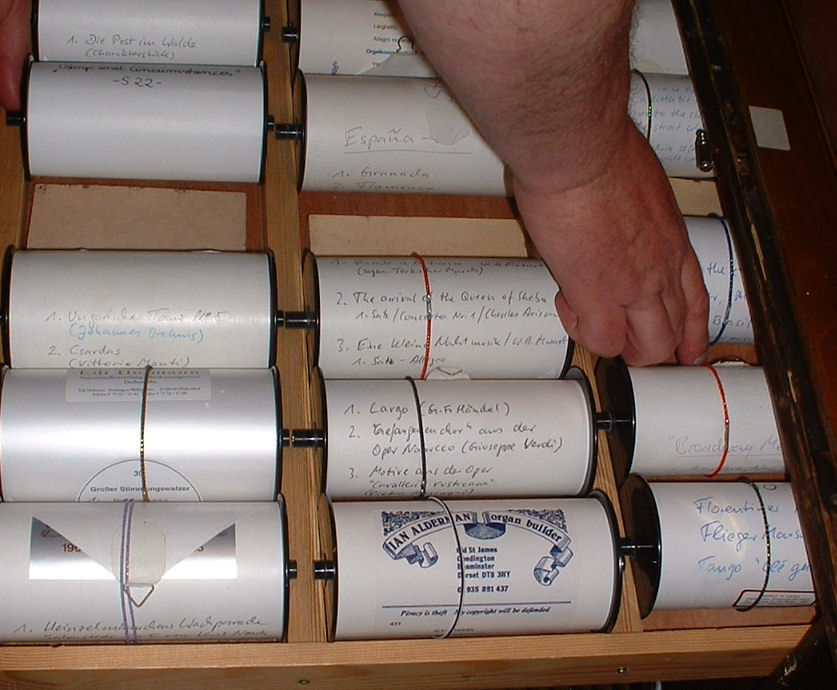
الصفيحات الورقية المثقوبة
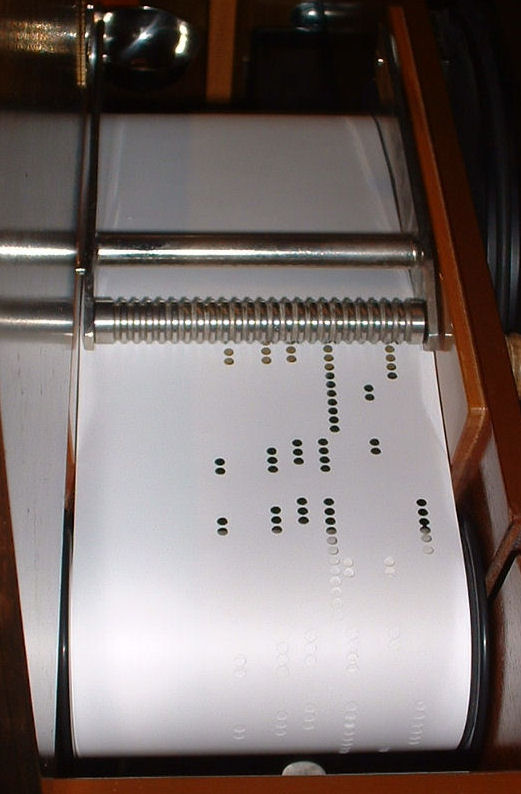
صفيحة ورقية مثقوبة وهي مثبتة في الآلة
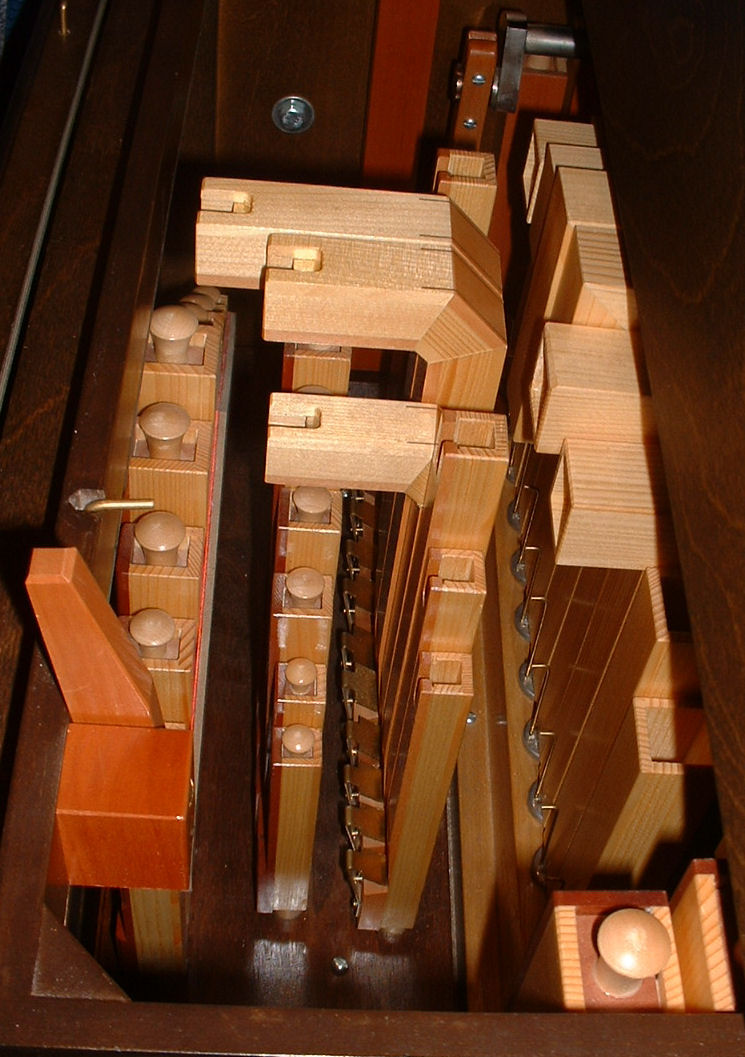
الأسافين
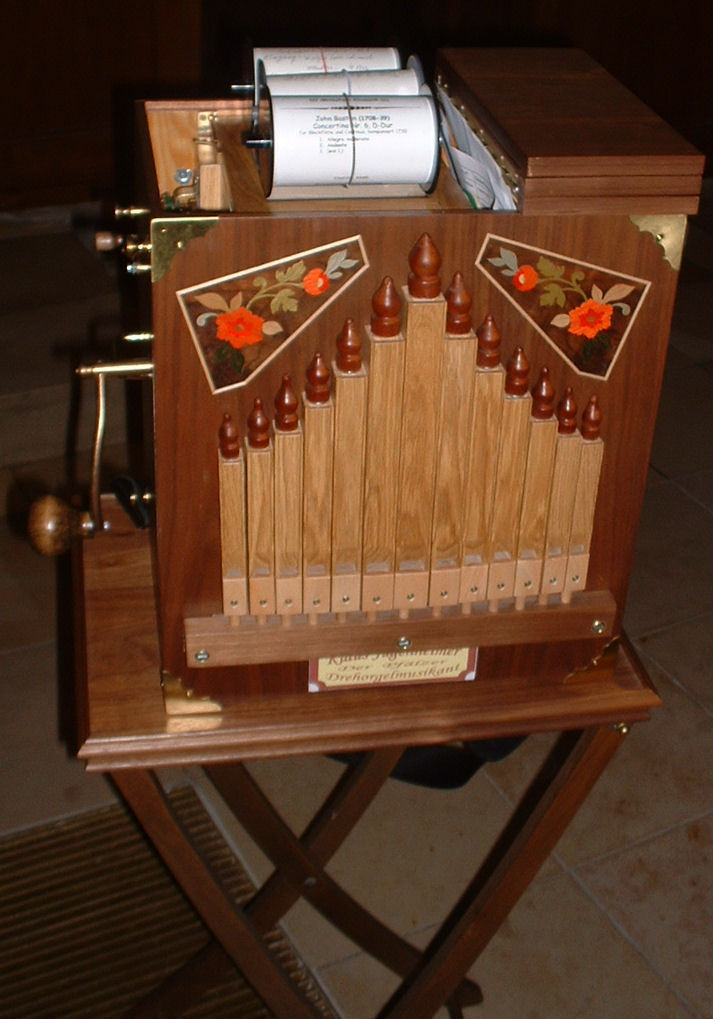
الأرغن اليدوي
- مقطوعة موسيقية لأرغن يدوي (المدة:7.5 ثواني)